# James Roberts
Pour les articles homonymes, voir Roberts.
Ne doit pas être confondu avec James Roberts (peintre).
James Roberts, né le 11 avril 1991 à Tweed Heads en Australie, est un nageur australien spécialisé sur les épreuves de sprint de nage libre. Il représente avec ses compatriotes James Magnussen, né le même jour, et Cameron McEvoy, de trois ans son cadet, la nouvelle génération dorée du sprint australien.

## Carrière sportive
En juillet 2011, aux Championnats du monde à Shanghai, il remporte l'or sur le 4 × 100 m nage libre pour avoir nagé et qualifié le relais national australien en séries.
Lors du dernier jour des championnats, il qualifie le relais 4 × 100 m quatre nages avec ses coéquipiers Ben Treffers, Christian Sprenger et Sam Ashby en réalisant 48 s 52 en nage libre. Ses compatriotes James Magnussen, Hayden Stoeckel, Brenton Rickard et Geoff Huegill termineront second de la finale derrière les Américains. À ce titre, ayant contribué au relais en séries, il est médaillé d'argent. Il nage en 48 s 49 lors des demi-finales du 100 m nage libre, à 3 centièmes d'une place en finale.
En mars 2012, lors des sélections australiennes pour les Jeux Olympiques de Londres, il termine second en finale avec un temps de 47 s 63 derrière les 47 s 10 de Magnussen qui échoue à 19 centièmes du record du monde réalisé en combinaison de César Cielo. Il termine aussi 4e du 50 m nage libre en 22 s 31.
Fin juin, il détient toujours la 2e MPMA sur 100 mètres libre et se positionne comme un grand rival pour les Jeux olympiques de Londres face à Cielo et Magnussen.
Il tombe de haut avec le relais australien 29 juillet lorsqu’ils échouent à la 4e place de la finale du 4 × 100 mètres nage libre (3 min 11 s 63) alors que tout le monde les donnait logiquement favoris au vu des chronos 2012 des relayeurs et de leur meilleur temps en série (3 min 12 s 29 et 47 s 35). Roberts conclut le relais finaliste dans un temps décevant de 48 s 09.
Il remporte la médaille de bronze du relais 4 × 100 mètres nage libre aux Jeux olympiques d'été de 2016 à Rio de Janeiro avec Kyle Chalmers, James Magnussen et Cameron McEvoy.
Il ne se qualifie pas pour le 100 m des Championnats du monde de natation 2019 à Gwangju, non qualifié par la fédération australienne lors des sélections à Brisbane, Kyle Chalmers remportant la course en 47 s 35, Clyde Lewis finissant second et dernier qualifié en 48 s 46, puis Cameron McEvoy (48 s 66), Alexander Graham (49 s 06), Louis Townsend (49 s 19) et James Roberts (49 s 29).
| Épreuve / Édition    | Rio 2016             |
| 100 m nage libre     | Or 47 s 58           |
| 4 × 100 m nage libre | Bronze 3 min 11 s 37 |

## Palmarès
| Édition       | Épreuve                | Épreuve              | Épreuve                |
| Édition       | 100 m nage libre       | 4 × 100 m nage libre | 4 × 100 m quatre nages |
| Shanghai 2011 | demi-finaliste 48 s 49 | Or 3 min 11 s 00     | Argent 3 min 32 s 26   |

| Édition      | Épreuve                | Épreuve              | Épreuve                |
| Édition      | 100 m nage libre       | 4 × 100 m nage libre | 4 × 100 m quatre nages |
| Londres 2012 | demi-finaliste 48 s 57 | 4e 3 min 11 s 63     |                        |
| Rio 2016     |                        | 1re 3 min 11 s 37    |                        |

Il remporte deux médailles d'or et une en argent aux championnats d'Océanie 2010 qui se tient aux Samoa.

## Meilleurs temps en nage libre
| Temps   | Distance   | Bassin              | Âge | Record ? | Compétition                       | Lieu     | Date    | Année |
| 22 s 31 | 50 mètres  | Bassin de 50 mètres | 20  | non      | Championnats d'Australie 2012 (f) | Adélaïde | 21 mars | 2012  |
|         | 50 mètres  | Bassin de 25 mètres |     |          |                                   |          |         |       |
| 47 s 63 | 100 mètres | Bassin de 50 mètres | 20  | non      | Championnats d'Australie 2012 (f) | Adélaïde | 19 mars | 2012  |
|         | 100 mètres | Bassin de 25 mètres |     |          |                                   |          |         |       |